# Antonios Nikopolidis
Antonios Nikopolidis (în greacă Αντώνιος Νικοπολίδης; n. 14 ianuarie 1971, în Arta), este un fost fotbalist internațional grec, care juca pe postul de portar. În prezent este antrenor secund la clubul Olympiacos Pireu.

## Statistici carieră
|         |                 |                   | Campionat | Campionat | Cupă         | Cupă         | Continental | Continental | Total   | Total  |
| Sezon   | Club            | Campionat         | Meciuri   | Goluri    | Meciuri      | Goluri       | Meciuri     | Goluri      | Meciuri | Goluri |
| Grecia  | Grecia          | Grecia            | Campionat | Campionat | Cupa Greciei | Cupa Greciei | Europe      | Europe      | Total   | Total  |
| ------- | --------------- | ----------------- | --------- | --------- | ------------ | ------------ | ----------- | ----------- | ------- | ------ |
| 1987–88 | Anagennisi Arta | Football League 2 | 16        | 0         |              |              |             |             |         |        |
| 1988–89 | Anagennisi Arta | Football League 2 | 33        | 0         |              |              |             |             |         |        |
| 1989–90 | Panathinaikos   | Superliga Greacă  | 5         | 0         |              |              |             |             |         |        |
| 1990–91 | Panathinaikos   | Superliga Greacă  | 0         | 0         |              |              |             |             |         |        |
| 1991–92 | Panathinaikos   | Superliga Greacă  | 0         | 0         |              |              |             |             |         |        |
| 1992–93 | Panathinaikos   | Superliga Greacă  | 0         | 0         |              |              |             |             |         |        |
| 1993–94 | Panathinaikos   | Superliga Greacă  | 0         | 0         |              |              |             |             |         |        |
| 1994–95 | Panathinaikos   | Superliga Greacă  | 5         | 0         |              |              |             |             |         |        |
| 1995–96 | Panathinaikos   | Superliga Greacă  | 3         | 0         |              |              |             |             |         |        |
| 1996–97 | Panathinaikos   | Superliga Greacă  | 7         | 0         | 1            | 0            |             |             |         |        |
| 1997–98 | Panathinaikos   | Superliga Greacă  | 25        | 0         | 2            | 0            |             |             |         |        |
| 1998–99 | Panathinaikos   | Superliga Greacă  | 19        | 0         | 1            | 0            |             |             |         |        |
| 1999-00 | Panathinaikos   | Superliga Greacă  | 28        | 0         | 2            | 0            |             |             |         |        |
| 2000–01 | Panathinaikos   | Superliga Greacă  | 25        | 0         | 2            | 0            | 9           | 0           | 34      | 0      |
| 2001–02 | Panathinaikos   | Superliga Greacă  | 26        | 0         | 2            | 0            | 14          | 0           | 40      | 0      |
| 2002–03 | Panathinaikos   | Superliga Greacă  | 28        | 0         | 1            | 0            | 2           | 0           | 30      | 0      |
| 2003–04 | Panathinaikos   | Superliga Greacă  | 18        | 0         | 1            | 0            | 5           | 0           | 23      | 0      |
| 2004–05 | Olympiacos      | Superliga Greacă  | 29        | 0         | 6            | 0            | 10          | 0           | 45      | 0      |
| 2005–06 | Olympiacos      | Superliga Greacă  | 29        | 0         | 7            | 0            | 5           | 0           | 41      | 0      |
| 2006–07 | Olympiacos      | Superliga Greacă  | 28        | 0         | 2            | 0            | 6           | 0           | 36      | 0      |
| 2007–08 | Olympiacos      | Superliga Greacă  | 28        | 0         | 3            | 0            | 8           | 0           | 39      | 0      |
| 2008–09 | Olympiacos      | Superliga Greacă  | 28        | 0         | 7            | 0            | 6           | 0           | 41      | 0      |
| 2009–10 | Olympiacos      | Superliga Greacă  | 32        | 0         | 0            | 0            | 12          | 0           | 44      | 0      |
| 2010–11 | Olympiacos      | Superliga Greacă  | 6         | 0         | 3            | 0            | 3           | 0           | 12      | 0      |
| Total   | Grecia          | Grecia            | 418       | 0         | 40           | 0            | 80          | 0           | 538     | 0      |
| Total   | Total           | Total             | 418       | 0         | 40           | 0            | 80          | 0           | 538     | 0      |

## Palmares
Panathinaikos
- Superliga Greacă: 1990, 1991, 1995, 1996, 2004
- Cupa Greciei: 1991, 1993, 1994, 1995, 2004; runner-up (Sliver Medal): 1997, 1998, 1999
- Supercupa Greciei: 1993, 1994; runner-up (Silver Medal): 1996

Olympiacos F.C.
- Superliga Greacă: 2005, 2006, 2007, 2008, 2009, 2011
- Cupa Greciei: 2005, 2006, 2008, 2009
- Supercupa Greciei: 2007

ca antrenor secund
- Superliga Greacă: 2013
- Cupa Greciei: 2013

 Grecia
- Campionatul European de Fotbal: 2004

Individual
- Greek Best Goalkeeper: 1999–00, 2001–02, 2002–03, 2003–04, 2004–05, 2005–06, 2007–08, 2008–09 (Record)

 Grecia
- Euro 2004: UEFA Team of the Tournament Member